# Trường Trung học phổ thông chuyên Khoa học Huế
Trường Trung học phổ thông chuyên Khoa học Huế là hệ đào tạo trung học phổ thông chuyên của trường Đại học Khoa học, Đại học Huế. Đây là trường THPT thứ hai của Đại học Huế, không trực thuộc Sở Giáo dục và Đào tạo Thành phố Huế và là một trong hai trường trung học phổ thông chuyên tại thành phố (trường còn lại là trường THPT chuyên Quốc Học Huế). Hiện nay Đại học Huế có hai trường đào tạo trung học phổ thông là THPT chuyên Khoa học Huế và THPT Thuận Hoá.

## Cơ cấu tổ chức
- Trường có 10 tổ chuyên môn và 1 tổ văn phòng:

1. Tổ Toán
2. Tổ Văn
3. Tổ Anh
4. Tổ Lý
5. Tổ Hoá
6. Tổ Sinh
7. Tổ Công nghệ và nghệ thuật
8. Tổ Sử-Địa-GD Kinh tế & Pháp luật
9. Tổ Giáo dục thể chất và quốc phòng an ninh
10. Tổ Trải nghiệm và hướng nghiệp
11. Tổ Văn phòng [1]

- Trường THPT chuyên Khoa học Huế hiện nay bao gồm bảy bộ môn chuyên:

1. Chuyên Văn
2. Chuyên Tin
3. Chuyên Toán
4. Chuyên Hóa học
5. Chuyên Sinh học
6. Chuyên Vật lí
7. Chuyên Tiếng Anh

- Ban giám hiệu:

Hiệu trưởng: PGS.TS. Trần Ngọc Tuyền
Phó hiệu trưởng:
TS.Nguyễn Văn Hùng
ThS Hoàng Nguyễn Tuấn Minh.

## Khuôn viên
Hiện nay, khuôn viên trường Trường THPT chuyên Khoa học Huế nằm ở dãy nhà K trường Đại học Khoa học Huế.
Ngoài ra, trường còn dùng các tòa nhà khác, hệ thống thông tin, thư viện, máy tính, đồ thực hành, máy móc, trang thiết bị kỹ thuật như các sinh viên đại học của Đại học Khoa học.

## Lịch sử
Trường THPT chuyên Khoa học Huế, trực thuộc Trường Đại học Khoa học, Đại học Huế tiền thân là Khối Trung học phổ thông Chuyên được thành lập năm 1994 theo công văn số 132/KHTV ngày 07 tháng 01 năm 1994 của Bộ Giáo dục và Đào tạo về việc mở hệ chuyên Toán - Tin. Bắt đầu từ năm 1995, khối THPT chuyên của Nhà trường tuyển sinh và đào tạo khóa đầu tiên gồm 01 lớp Chuyên Toán. Tiếp theo những năm sau đó, Nhà trường mở rộng và đào tạo các lớp Chuyên Văn (năm 2002), lớp Chuyên Hóa (năm 2006), lớp Chuyên Sinh (năm 2007), lớp Chuyên Tin (2020), Lớp Chuyên Lý (2021), lớp Chuyên Anh (2023)
Ngày 31 tháng 5 năm 2022, UBND Tỉnh Thừa Thiên Huế  ban hành Quyết định số 1306/QĐ-UBND về việc cho phép thành lập Trường THPT chuyên Khoa học Huế, trực thuộc trường Đại học Khoa học, Đại học Huế. Ngày 06/7/2022, Hội đồng Trường Đại học Khoa học, Đại học Huế ra Nghị quyết số 15/NQ-HĐT về việc thành lập Trường THPT chuyên Khoa học Huế, trực thuộc Trường Đại học Khoa học, Đại học Huế.  

## Thành tích đạt được
Qua hơn 28 năm hình thành và phát triển, trường THPT chuyên Khoa học Huế đã có nhiều đóng góp cho nền giáo dục thành phố Huế với các thành tích:
- Gần 30 giải học sinh giỏi cấp Quốc gia;
- 04 Huy chương Olympic toàn quốc;
- 02 Huy chương Olympic quốc tế toán tiếng Anh SEAMO;
- Các giải thưởng trong lĩnh vực nghiên cứu khoa học công nghệ cấp Tỉnh, Quốc gia;
- Trường luôn nằm trong top 200 trường THPT có điểm thi THPTQG cao nhất việt nam;
- Đào tạo hàng ngàn học sinh chuyên tốt nghiệp và tỉ lệ học sinh đậu đại học hàng năm đạt từ 95% đến 100%, chủ yếu vào những trường đại học có uy tín trong cả nước và quốc tế.

## Thành lập trường THPT chuyên Khoa học Huế
Ngày 31 tháng 5 năm 2022, UBND Tỉnh Thừa Thiên Huế  ban hành Quyết định số 1306/QĐ-UBND về việc cho phép thành lập Trường THPT chuyên Khoa học Huế, trực thuộc trường Đại học Khoa học, Đại học Huế. Ngày 06/7/2022, Hội đồng Trường Đại học Khoa học, Đại học Huế ra Nghị quyết số 15/NQ-HĐT về việc thành lập Trường THPT chuyên Khoa học Huế trực thuộc Đại học Khoa học Huế (nâng cấp từ mô hình khối THPT chuyên trực thuộc phòng giáo dục và công tác sinh viên trường Đại học khoa học, Đại học Huế).
Ngày 05/9, Trường THPT chuyên Khoa học Huế tổ chức Lễ Công bố quyết định thành lập, chính thức thành lập trường THPT chuyên Khoa học Huế trực thuộc Đại Học Khoa học, Đại Học Huế sau 27 năm hoạt động với mô hình Khối THPT chuyên.   

Chủ tịch UBND Tỉnh Thừa Thiên Huế trao quyết định thành lập và tặng hoa chúc mừng tại lễ công bố quyết định thành lập trường THPT chuyên Khoa học Huế sáng 5/9.